# Moraba longiscapus
Moraba longiscapus is een rechtvleugelig insect uit de familie Morabidae. De wetenschappelijke naam van deze soort is voor het eerst geldig gepubliceerd in 1921 door Sjöstedt.